# Prazeodímium(III)-oxid
A prazeodímium(III)-oxid vagy prazeodímium-oxid a prazeodímium oxigénnel alkotott Pr2O3 képletű vegyülete. Fehér, hexagonális (hatszögletű) kristályokat alkot. A prazeodímium(III)-oxid kristályrácsa a mangán(III)-oxidhoz hasonló.

## Felhasználása
Szilíciummal keverve szigetelő tulajdonságát használják ki. Az üveghez adott prazeodímium(III)-oxid didímiumüveg néven ismeretes. A didímiumüveg színe sárgás, a hegesztéshez használt védőszemüvegek gyártásakor használják fel, mivel az infravörös sugárzások ellen nagyon hatásos. Évente mintegy 2500 tonna prazeodímium(III)-oxidot állítanak elő világszerte.
Alkalmazzák még az üveg és a kerámia sárgára színezésekor. A kerámiák megfestésére ezenkívül a kevert vegyértékű prazeodímium(III, IV)-oxidot (Pr6O11) is használják, ami sötétbarnára színezi.

## Fordítás
Ez a szócikk részben vagy egészben  a   Praseodymium(III) oxide című angol Wikipédia-szócikk ezen változatának fordításán alapul.  Az eredeti cikk szerkesztőit annak laptörténete sorolja fel. Ez a jelzés csupán a megfogalmazás eredetét és a szerzői jogokat jelzi, nem szolgál a cikkben szereplő információk forrásmegjelöléseként.